# Eneli Kutter
Eneli Kutter (* 27. Mai 1991 in Põlva) ist eine estnische Fußballspielerin.

## Leben und Karriere
Eneli Kutter geborene Vals spielt seit 2002 für den FC Lootos Põlva in der ersten estnischen Frauenfußballliga. Dabei wurde sie 2006 und 2007 Meister mit ihrem Verein. Anfang 2011 wechselte sie zu JK Tammeka Tartu, nach drei Jahren zum FC Flora Tallinn. Für die Frauen-Nationalmannschaft Estland spielte sie in allen Jugendbereichen und wurde 2008 erstmals für die A-Nationalmannschaft eingesetzt.